# Riquiquí;Bronze-Instances(1-100)
Riquiquí;Bronze-Instances(1-100) é um álbum de remixes da musicista venezuelana Arca, lançado pela XL Recordings em 16 de dezembro de 2020. O álbum reúne cem remixes diferentes da faixa "Riquiquí" (do álbum Kick I, 2020). Os remixes foram elaborados pela inteligência artificial Bronze, e o álbum possui duração total de 5 horas e 50 minutos.

## Lançamento
Os cem remixes de Riquiquí lançados no álbum foram produzidos pela inteligência artificial (IA) Bronze, uma empresa sediada em Londres cuja tecnologia permite criar "música não estática, generativa e aprimorada". Também foi lançado um portal no sítio da cantora que apresenta um remix contínuo da música, também gerado pela IA Bronze.
Arca anunciou e comentou as características do seu novo álbum logo após o lançamento, por meio de suas redes sociais:
| “ | Riquiquí tem 100 remixes gerados por uma sensibilidade inteligente, criada e treinada pelas mentes do Bronze. Já trabalhei com Bronze uma vez; em 2019 dei ao Echo uma linguagem musical, que nasceu no saguão do Museu de Arte Moderna, e então o Echo começou a falar por conta própria. Você nunca vai ouvir a mesma coisa duas vezes: por dois anos há um fluxo em constante mudança, graças à inteligência artificial musical e imprevisível de Bronze. Reconheci os enredos e as melodias, mas nunca a música — para uma compositora como eu isso é algo verdadeiramente novo que nunca havia experimentado antes, um momento de inesquecível em virtude do mistério e do êxtase que o Bronze torna possível. | ” |

## Lista de faixas
| N.º            | Título                                 | Duração |  |
| 1.             | "Riquiquí(i1);Bronze-Instance"         | 4:37    |  |
| 2.             | "Riquiquí(ii2);Bronze-Instance"        | 2:59    |  |
| 3.             | "Riquiquí(iii3);Bronze-Instance"       | 3:35    |  |
| 4.             | "Riquiquí(iv4);Bronze-Instance"        | 5:07    |  |
| 5.             | "Riquiquí(v5);Bronze-Instance"         | 4:59    |  |
| 6.             | "Riquiquí(vi6);Bronze-Instance"        | 4:10    |  |
| 7.             | "Riquiquí(vii7);Bronze-Instance"       | 2:44    |  |
| 8.             | "Riquiquí(viii8);Bronze-Instance"      | 3:44    |  |
| 9.             | "Riquiquí(ix9);Bronze-Instance"        | 4:05    |  |
| 10.            | "Riquiquí(x10);Bronze-Instance"        | 4:28    |  |
| 11.            | "Riquiquí(xi11);Bronze-Instance"       | 3:43    |  |
| 12.            | "Riquiquí(xii12);Bronze-Instance"      | 3:30    |  |
| 13.            | "Riquiquí(xiii13);Bronze-Instance"     | 2:37    |  |
| 14.            | "Riquiquí(xiv14);Bronze-Instance"      | 5:05    |  |
| 15.            | "Riquiquí(xv15);Bronze-Instance"       | 4:02    |  |
| 16.            | "Riquiquí(xvi16);Bronze-Instance"      | 3:22    |  |
| 17.            | "Riquiquí(xvii17);Bronze-Instance"     | 4:40    |  |
| 18.            | "Riquiquí(xviii18);Bronze-Instance"    | 3:03    |  |
| 19.            | "Riquiquí(xix19);Bronze-Instance"      | 4:02    |  |
| 20.            | "Riquiquí((xx20);Bronze-Instance"      | 3:11    |  |
| 21.            | "Riquiquí((xxi21);Bronze-Instance"     | 2:48    |  |
| 22.            | "Riquiquí(xxii22);Bronze-Instance"     | 4:13    |  |
| 23.            | "Riquiquí(xxiii23);Bronze-Instance"    | 3:02    |  |
| 24.            | "Riquiquí(xxiv24);Bronze-Instance"     | 3:03    |  |
| 25.            | "Riquiquí(xxv25);Bronze-Instance"      | 4:10    |  |
| 26.            | "Riquiquí(xxvi26);Bronze-Instance"     | 3:29    |  |
| 27.            | "Riquiquí(xxvii27);Bronze-Instance"    | 3:13    |  |
| 28.            | "Riquiquí(xxviii28);Bronze-Instance"   | 3:05    |  |
| 29.            | "Riquiquí(xxix29);Bronze-Instance"     | 3:46    |  |
| 30.            | "Riquiquí(xxx30);Bronze-Instance"      | 2:36    |  |
| 31.            | "Riquiquí(xxxi31);Bronze-Instance"     | 4:59    |  |
| 32.            | "Riquiquí(xxxii32);Bronze-Instance"    | 3:21    |  |
| 33.            | "Riquiquí(xxxiii33);Bronze-Instance"   | 3:36    |  |
| 34.            | "Riquiquí(xxxiv34);Bronze-Instance"    | 3:48    |  |
| 35.            | "Riquiquí(xxxv35);Bronze-Instance"     | 3:01    |  |
| 36.            | "Riquiquí(xxxvi36);Bronze-Instance"    | 2:46    |  |
| 37.            | "Riquiquí(xxxvii37);Bronze-Instance"   | 3:39    |  |
| 38.            | "Riquiquí(xxxviii38);Bronze-Instance"  | 3:41    |  |
| 39.            | "Riquiquí(xxxix39);Bronze-Instance"    | 4:30    |  |
| 40.            | "Riquiquí(xl40);Bronze-Instance"       | 3:56    |  |
| 41.            | "Riquiquí(xli41);Bronze-Instance"      | 3:42    |  |
| 42.            | "Riquiquí(xlii42);Bronze-Instance"     | 2:04    |  |
| 43.            | "Riquiquí(xliii43);Bronze-Instance"    | 3:43    |  |
| 44.            | "Riquiquí(xliv44);Bronze-Instance"     | 3:40    |  |
| 45.            | "Riquiquí(xlv45);Bronze-Instance"      | 2:53    |  |
| 46.            | "Riquiquí(xlvi46);Bronze-Instance"     | 3:41    |  |
| 47.            | "Riquiquí(xlvii47);Bronze-Instance"    | 4:37    |  |
| 48.            | "Riquiquí(xlviii48);Bronze-Instance"   | 1:19    |  |
| 49.            | "Riquiquí(xlix49);Bronze-Instance"     | 4:11    |  |
| 50.            | "Riquiquí(l50);Bronze-Instance"        | 3:10    |  |
| 51.            | "Riquiquí(li51);Bronze-Instance"       | 3:00    |  |
| 52.            | "Riquiquí(lii52);Bronze-Instance"      | 4:27    |  |
| 53.            | "Riquiquí(liii53);Bronze-Instance"     | 2:11    |  |
| 54.            | "Riquiquí(liv54);Bronze-Instance"      | 3:50    |  |
| 55.            | "Riquiquí(lv55);Bronze-Instance"       | 3:40    |  |
| 56.            | "Riquiquí(lvi56);Bronze-Instance"      | 3:00    |  |
| 57.            | "Riquiquí(lvii57);Bronze-Instance"     | 4:34    |  |
| 58.            | "Riquiquí(lviii58);Bronze-Instance"    | 3:59    |  |
| 59.            | "Riquiquí(lix59);Bronze-Instance"      | 3:33    |  |
| 60.            | "Riquiquí(lx60);Bronze-Instance"       | 4:18    |  |
| 61.            | "Riquiquí(lxi61);Bronze-Instance"      | 2:27    |  |
| 62.            | "Riquiquí(lxii62);Bronze-Instance"     | 3:28    |  |
| 63.            | "Riquiquí(lxiii63);Bronze-Instance"    | 4:20    |  |
| 64.            | "Riquiquí(lxiv64);Bronze-Instance"     | 3:57    |  |
| 65.            | "Riquiquí(lxv65);Bronze-Instance"      | 3:01    |  |
| 66.            | "Riquiquí(lxvi66);Bronze-Instance"     | 3:35    |  |
| 67.            | "Riquiquí(lxvii67);Bronze-Instance"    | 2:35    |  |
| 68.            | "Riquiquí(lxviii68);Bronze-Instance"   | 4:05    |  |
| 69.            | "Riquiquí(lxix69);Bronze-Instance"     | 2:54    |  |
| 70.            | "Riquiquí(lxx70);Bronze-Instance"      | 2:40    |  |
| 71.            | "Riquiquí(lxxi71);Bronze-Instance"     | 4:43    |  |
| 72.            | "Riquiquí(lxxii72);Bronze-Instance"    | 3:59    |  |
| 73.            | "Riquiquí(lxxiii73);Bronze-Instance"   | 3:17    |  |
| 74.            | "Riquiquí(lxxiv74);Bronze-Instance"    | 3:51    |  |
| 75.            | "Riquiquí(lxxv75);Bronze-Instance"     | 3:50    |  |
| 76.            | "Riquiquí(lxxvi76);Bronze-Instance"    | 2:20    |  |
| 77.            | "Riquiquí(lxxvii77);Bronze-Instance"   | 4:01    |  |
| 78.            | "Riquiquí(lxxviii78);Bronze-Instance"  | 2:58    |  |
| 79.            | "Riquiquí(lxxix79);Bronze-Instance"    | 3:31    |  |
| 80.            | "Riquiquí(lxxx80);Bronze-Instance"     | 2:47    |  |
| 81.            | "Riquiquí(lxxxi81);Bronze-Instance"    | 3:12    |  |
| 82.            | "Riquiquí(lxxxii82);Bronze-Instance"   | 3:33    |  |
| 83.            | "Riquiquí(lxxxiii83);Bronze-Instance"  | 3:49    |  |
| 84.            | "Riquiquí(lxxxiv84);Bronze-Instance"   | 4:06    |  |
| 85.            | "Riquiquí(lxxxv85);Bronze-Instance"    | 3:32    |  |
| 86.            | "Riquiquí(lxxxvi86);Bronze-Instance"   | 2:13    |  |
| 87.            | "Riquiquí(lxxxvii87);Bronze-Instance"  | 3:22    |  |
| 88.            | "Riquiquí(lxxxviii88);Bronze-Instance" | 1:46    |  |
| 89.            | "Riquiquí(lxxxix89);Bronze-Instance"   | 3:45    |  |
| 90.            | "Riquiquí(xc90);Bronze-Instance"       | 2:01    |  |
| 91.            | "Riquiquí(xci91);Bronze-Instance"      | 4:22    |  |
| 92.            | "Riquiquí(xcii92);Bronze-Instance"     | 3:05    |  |
| 93.            | "Riquiquí(xciii93);Bronze-Instance"    | 3:19    |  |
| 94.            | "Riquiquí(xciv94);Bronze-Instance"     | 2:22    |  |
| 95.            | "Riquiquí(xcv95);Bronze-Instance"      | 4:34    |  |
| 96.            | "Riquiquí(xcvi96);Bronze-Instance"     | 1:18    |  |
| 97.            | "Riquiquí(xcvii97);Bronze-Instance"    | 3:09    |  |
| 98.            | "Riquiquí(xcviii98);Bronze-Instance"   | 3:13    |  |
| 99.            | "Riquiquí(xcix99);Bronze-Instance"     | 3:16    |  |
| 100.           | "Riquiquí(c100);Bronze-Instance"       | 4:28    |  |
| Duração total: | Duração total:                         | 5:50:08 |  |